# David E. Bell

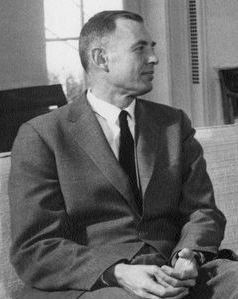
David E. Bell (1963)

David Elliott Bell (* 19. Januar 1919 in Jamestown, North Dakota; † 6. September 2000 in Cambridge, Massachusetts) war vom 22. Januar 1961 bis zum 20. Dezember 1962 unter Präsident John F. Kennedy Direktor des Office of Management and Budget der Vereinigten Staaten. Kennedy ernannte ihn Ende 1962 zum Administrator der Agency for International Development. Er verließ 1966 den Regierungsdienst und wurde Executive Vice President der Ford Foundation.

## Frühes Leben und Familie
David E. Bell wurde am 20. Januar 1919 in Jamestown, North Dakota als Sohn von Florence und Reginald Bell geboren. Einen Teil seiner Jugend verbrachte er in San Francisco, während sein Vater an der Stanford University lehrte. 1939 erhielt er einen B.A. vom Pomona College, Kalifornien, und 1941 einen M.A. in Wirtschaftswissenschaften von der Harvard University.
Am 17. November 1943 heiratete er Mary Louise Barry. Als sie sich kennenlernten, arbeitete Mary im Handelsministerium und war später als Lehrerin der 4. Klasse angestellt. David und Mary hatten zwei Kinder: eine Tochter Susan und einen Sohn Peter. Die Bells und ihre Kinder reisten ausgiebig in alle Teile der Welt und lebten an mehreren Orten, darunter New York City, Boston, Washington, D.C. und Karatschi. Bis zu seinem Tod reiste er mit seiner Frau durch die Welt.

## Militärdienst
Bell trat im Dezember 1942 in das United States Marine Corps ein. Er wurde in Fort Benning, Georgia, Camp Pendleton, Kalifornien, und Quantico, Virginia, ausgebildet, wo er Ausbilder war. Er diente von Juli 1945 bis zu seiner Entlassung aus dem aktiven Dienst am 21. September desselben Jahres als First Lieutenant an Land in Pearl Harbor. Er wurde am 19. Juli 1948 in den Rang eines Captain befördert und am 16. Dezember 1957 ehrenvoll entlassen.

## Dienst in der Regierung
Im Jahr 1942 wurde er Mitarbeiter im Bureau of the Budget. Während des Zweiten Weltkriegs (1942 bis 1945) diente er im Marine Corps. Von 1947 bis 1951 wechselte Bell zwischen einer Position im Stab des Bureau of the Budget und einer Position als Sonderassistent von Präsident Harry S. Truman. Im Jahr 1951 wurde Bell zum Verwaltungsdirektor des Präsidenten ernannt. In dieser Position arbeitete Bell an der Formulierung und Bewertung der Wirtschaftspolitik und -programme der Regierung. Während dieser Zeit arbeitete Bell auch als Redenschreiber für Präsident Truman.
1952 verließ Bell Washington vorübergehend, um dem Wahlkampfstab des Demokraten-Kandidaten für das Präsidentenamt, Adlai Stevenson, beizutreten. Bell diente Stevenson als Redenschreiber und als Stevensons Verbindungsmann zum Weißen Haus. Als die Truman-Regierung im Januar 1953 endete, kehrte Bell ins Privatleben zurück. Ende 1960 bat der designierte Präsident Kennedy Bell, Direktor des Bureau of the Budget zu werden. Bell akzeptierte und wurde sofort während des Übergangs von Eisenhower zu Kennedy eingesetzt, um bei der Formulierung der Wirtschaftspolitik der neuen Regierung zu helfen. Zu Bells weiteren Aufgaben gehörte die Ausarbeitung von Gesetzesvorschlägen und Strategien sowie die Überprüfung von Vorschlägen anderer Regierungsstellen. Ende 1962 bat Präsident Kennedy Bell, der neue Administrator der Agency for International Development zu werden, die als Reaktion auf den Foreign Assistance Act von 1961 gegründet worden war. In dieser Position arbeitete Bell an der Entwicklung von Auslandshilfsprogrammen und -gesetzen sowie an der Einwerbung von Mitteln und dem Kampf gegen Budgetkürzungen.
1962 wurde Bell in die American Academy of Arts and Sciences gewählt.

## Arbeit bei der Ford Foundation
Bell verließ die Regierung im Sommer 1966 und wurde Executive Vice President der Ford Foundation, einer privaten, unabhängigen Institution, die sich für soziale Gerechtigkeit in den USA und in Entwicklungsländern einsetzt. Während seiner Zeit bei der Ford Foundation war Bell Mitglied einer Vielzahl von beratenden Ausschüssen, die sich mit Auslandshilfe und der Reorganisation der Regierung befassten. Er verließ die Ford Foundation im Jahr 1980.

## Tod
David Bell starb am 6. September 2000 in Cambridge, Massachusetts im Alter von 81 Jahren an Leukämie. Er hinterließ seine zwei Kinder, sieben Enkel und vier Urenkel. Bell war auffallend groß und schlank und hatte ein begeistertes Interesse an Kunst und Handwerk. Sein Haus war gefüllt mit Gegenständen, die er und seine Frau auf ihren vielen Auslandsreisen sammelten. Sowohl Bell als auch seine Frau liebten Jazz und hatten Freunde in der Kunst. Sie waren für ihre Zeit sozial fortschrittlich, lehnten die Rassentrennung entschieden ab und schickten ihre Kinder auf integrierte Schulen.